# Manulea platystigma
Manulea platystigma är en flenörtsväxtart som beskrevs av O.M. Hilliard och B.L. Burtt. Manulea platystigma ingår i släktet Manulea och familjen flenörtsväxter. Inga underarter finns listade i Catalogue of Life.